# Munduk Bestala
Munduk Bestala is een bestuurslaag in het regentschap Buleleng van de provincie Bali, Indonesië. Munduk Bestala telt 1009 inwoners (volkstelling 2010).